# Ла-Курнёв
Ла-Курнёв (фр. La Courneuve) — город и коммуна во Франции, находится в регионе Иль-де-Франс. Департамент коммуны — Сен-Сен-Дени. Административный центр кантона Ла-Курнёв. Округ коммуны — Сен-Дени.
Код INSEE коммуны 93027.
Коммуна расположена приблизительно в 10 км к северу от Парижа, в 4 км северо-западнее Бобиньи. Имеется прямое сообщение с Парижем посредством линий RER B (станция Ла-Курнёв — Обервилье) и линией 7 метрополитена (конечная станция Ля-Курнёв — 8 мая 1945).
Название происходит от латинского curia nova или curtis nova, что означает новая местность. В городе много многоэтажных домов, в которых проживают преимущественно бедные иммигранты.

## Население
Население коммуны на 2008 год составляло 36 915 человек.
| 1962   | 1968   | 1975   | 1982   | 1990   | 1999   | 2008   |
| ------ | ------ | ------ | ------ | ------ | ------ | ------ |
| 25 792 | 43 318 | 37 958 | 33 537 | 34 139 | 35 310 | 36 915 |

## Экономика
В 2004 году в Ла-Курнёв насчитывалось 14 213 рабочих мест и 766 частных компаний. Среди крупных компаний: Orangina (производство газированных напитков), KDI (металлургия), UPS (транспортные перевозки), промышленная группа CNIM, Paprec Group (утилизация отходов). Крупнейшая частная компания — Eurocopter, в которой работают около 850 сотрудников.
В 2007 году среди 24 795 человек в трудоспособном возрасте (15-64 лет) 16916 были экономически активными, 7879 — неактивными (показатель активности — 68,2 %, в 1999 году было 68,3 %). Из 16 916 активных работали 12 997 человек (7284 мужчины и 5713 женщин), безработных было 3919 (2056 мужчин и 1863 женщины). Среди 7879 неактивных 3186 человек были учениками или студентами, 1090 — пенсионерами, 3603 были неактивными по другим причинам.

## Достопримечательности
- Памятник Сопротивлению, открыт в 1987 году
- Церковь Сент-Ив
- Церковь Сен-Люсьен XII века. Была разрушена гугенотами, восстановлена в 1580 году. Представляет собой здание с тремя нефами и склепом, в котором находятся саркофаги Меровингов[3].
- Музей овощей
- Парк Жорж-Вальбон[фр.]. Площадь — 400 га, третий по величине в районе Парижа после Булонского леса (1000 га) и Венсенского леса (850 га).

## Города-побратимы
- Яко (Буркина-Фасо)
- Витулацьо (Италия)
- Прешов (Словакия)
- Окоталь (Никарагуа)

## Фотогалерея
- Памятник Сопротивлению
- Северный район города
- Церковь Сен-Люсьен
- Парк Жорж-Вальбон
- Центральная часть города